# باارزش بمان (ترانه بی‌تی‌اس)
«باارزش بمان» (به انگلیسی: Stay Gold) ترانه‌ای از گروه پسرانه کره‌ای بی‌تی‌اس است. این ترانه در ۱۹ ژوئن ۲۰۲۰ به‌عنوان تک‌آهنگ لید چهارمین آلبوم استودیویی‌شان به‌زبان ژاپنی، نقشه روح: ۷ - سفر (۲۰۲۰) منتشر شد.